# Pokémon Donjon Mystère
Pokémon Donjon Mystère (ポケモン不思議のダンジョン, Pokemon Fushigi no Danjon, au Japon) est une série de jeux vidéo issue de la série principale de Pokémon développée par Spike Chunsoft (anciennement Chunsoft). Les jeux présentent des créatures fictives appelées Pokémon naviguant dans un donjon généré aléatoirement à l'aide de mouvements au tour par tour, indicatifs des jeux Donjon Mystère. Il existe à ce jour onze opus différents répartis sur cinq consoles (Game Boy Advance, Nintendo DS, Nintendo Wii, Nintendo 3DS et Nintendo Switch), ainsi que deux adaptations en manga et plusieurs émissions spéciales animées. Ces jeux se situent dans des donjons («donjons mystères») où une carte de l'étage du donjon est générée aléatoirement. À l'intérieur, les joueurs se battent contre d'autres Pokémon tout en obtenant des objets et en trouvant des escaliers jusqu'à l'étage supérieur. Ils sortent ensuite du donjon après un nombre déterminé d'étages. Sur l'ensemble des jeux, la série s'est vendue à plus de 13 millions d'exemplaires.

## Système de jeu
Bien qu'il y ait des caractéristiques différentes dans chacun des titres, le gameplay de chaque titre est le même. Le joueur assume le rôle d'un Pokémon transformé à partir d'un humain, trouvé par le partenaire Pokémon du joueur au début de la partie. Avant le début du jeu, le joueur devra passer un test de personnalité qui déterminera quel Pokémon le joueur est dans le jeu (à l'exception des jeux WiiWare, Portes de l'Infini et Super Donjon Mystère, où le joueur peut choisir son Pokémon). Le joueur devra également choisir son partenaire Pokémon à partir d'une liste influencée par le Pokémon que le joueur incarne. Le gameplay est basé sur un jeu rogue-like classique, le joueur naviguant dans le donjon généré aléatoirement avec son équipe Pokémon. Les mouvements et les actions sont au tour par tour ; le joueur peut utiliser des attaques de base, des attaques Pokémon et des objets. Le jeu commence avec un partenaire Pokémon, mais le joueur peut recruter dans son équipe d'autres Pokémon qu'il rencontre dans des donjons, peu après la première mission.

## Jeux vidéo
| Titre | Dates de sortie                                                                           | Notes |
| --- | ----------------------------------------------------------------------------------------- | --- |
| Pokémon Donjon Mystère : Équipe de secours rouge et Équipe de secours bleue                               | JP : 17 novembre 2005 AN :18 septembre 2006 AU : 28 septembre 2006 PAL : 10 novembre 2006 | Les deux jeux sortent sur deux plateformes différentes : - Équipe de secours rouge est la version Game Boy Advance. - Équipe de secours bleue est la version Nintendo DS Les deux jeux sont par la suite refaits et sortent en une seule version pour la Nintendo Switch, nommée Équipe de secours DX, publiée le 6 mars 2020. |
| Pokémon Donjon Mystère : Explorateurs de l'ombre et Explorateurs du temps                                 | JP :13 septembre 2007 AN :20 avril 2008 PAL :4 juillet 2008                               | |
| Pokémon Donjon Mystère : Explorateurs du Ciel                                                             | JP : 18 avril 2008 AN : 12 octobre 2009 PAL : 20 novembre 2009                            | Il s'agit d'une version améliorée des jeux Explorateurs du Temps et Explorateur de l'Ombre. |
| Pokémon Donjon Mystère : Les aventures du Feu, Les aventures de la Lumière et Les aventures de la Tempête | JP : 4 août 2009                                                                          | En utilisant le WiiConnect24, des nouvelles missions sont ajoutées au jeu pendant que la Wii est en veille. Les trois versions ont plusieurs différences, comme les points de départs et les choix des Pokémon initiaux. Les joueurs peuvent partager leurs sauvegardes sur les trois jeux. Il y a aussi une fonctionnalité de sauvetage où les joueurs peuvent demander à des amis de faire revivre leur équipe. Il s'agit des seuls jeux Pokémon Donjon Mystère à ne pas être sortis hors du Japon |
| Pokémon Donjon Mystère : Les Portes de l'infini                                                           | JP : 23 novembre 2012 AN : 24 mars 2013 EU : 17 mai 2013                                  | Il est nommé Pokémon Donjon Mystère: Magnagate et le Labyrinthe Infini (ポケモン不思議のダンジョン マグナゲートと∞迷宮) au Japon. |
| Pokémon Méga Donjon Mystère                                                                               | JP : 17 septembre 2015 AN : 20 novembre 2015 EU : 19 février 2016                         | |
| Pokémon Donjon Mystère : Équipe de secours DX                                                             | 6 mars 2020                                                                               | Il s'agit d'un Remake des jeux Équipe de secours sortis sur Game Boy Advance et Nintendo DS pour la Nintendo Switch. |

## Adaptations

### Manga
- Pokémon Donjon Mystère: Les secouristes de Ginji, adaptation manga de Donjon Mystère: Équipe de secours bleue et Équipe de secours rouge
- Pokémon Donjon Mystère: Blazing Exploration Team, adaptation manga de Pokémon Donjon Mystère: Explorateurs du Temps, Explorateurs de l'Ombre et Explorateurs du Ciel .

### Épisodes spéciaux(Série Animée)
- Pokémon Donjon Mystère: L'équipe RisqueTout (2006)
- Pokémon Donjon Mystère: Explorateurs du Temps et de l'Ombre (2008)
- Pokémon Donjon Mystère: Explorateurs du Ciel - Par delà le Temps & l'Ombre (2009)

## Ventes
- 5,2 millions d'exemplaires vendus des titres Equipes de Secours[3],[4]
- 6,8 millions d'exemplaires vendus des titres Explorateurs[5],[6]
- 1,1 million d’exemplaires vendus des Portes de l'Infini[7],[8]
- 1,3 million d’exemplaires vendus de Méga Donjon Mystère[9].
- 1,9 million d’exemplaires vendus de  Équipe de secours DX